# Gerrie van Delft-Jaasma
Gerbrich (Gerrie) van Delft-Jaasma (Sneek, 24 juni 1947 – 29 november 2017) was een Nederlands politicus van de PvdA.
Na de mulo vertrok ze naar Amsterdam waar ze haar man leerde kennen die uit Beverwijk afkomstig was en waar ze ook gingen wonen. Daar kwam ze via de Rooie Vrouwen in de lokale politiek en in 1978 werd ze daar gemeenteraadslid. Vijf jaar later werd ze in die gemeente wethouder in Beverwijk en sinds februari 1994 is ze weer terug in Friesland waar ze burgemeester van Menaldumadeel is geworden.
Van Delft-Jaasma maakte in mei 2011 bekend dat ze per 1 februari 2012 zou stoppen als burgemeester van de gemeente Menameradiel. Op die datum ging ze gebruik maken van de FPU-regeling. Later die maand werd Tom van Mourik benoemd tot waarnemend burgemeester. Ze overleed eind 2017 op 70-jarige leeftijd.